# Władcy Meath

## Królowie Meath (Mide)

### Królowie Uisnech
Dynastia południowych O’Neillów – Clann Cholmain
- Conall I Creamhthaine (król Uisnech ok. 450-480) [syn Nialla I od Dziewięciu Zakładników, arcykróla Irlandii]
- Fiacha (480-?) [brat]
- Ardgal (?-520) [syn Conalla I]
- Maine mac Fergus Cerrbaill (520-538) [bratanek]
- Diarmait (Dermot) I (538-544; arcykról Irlandii 544-565) [brat]
- Colman I Mor (Wielki) (?-555/8) [syn]
- Colman II Becc (558-587) [brat]
- Suibne Menn (Mały) (587-600) [syn Colmana I]
- Fergus (600-618) [brat]
- Angus I (618-621) [syn Colmana II]
- Conall II Guithbinn (Słodki Głos) (621-635) [syn Suibne]
- Mael Doid (635-653) [brat]
- Diarmait II mac Airmetaig Caech (653-689) [wnuk Conalla II]
- Muirchertach (Murchad) I Midi (689-715) [syn]

### Królowie Meath
- Domnall I Midi (król Meath 715-763; arcykról Irlandii od 743) [syn]
- Niall I (763-765) [syn Diarmaita II]
- Muirchertach II (765; zmarł 802) [syn Domnalla I]
- Donnchad I Midi (765-797; arcykról Irlandii od 770) [brat]
- Domnall II (797-799) [syn]
- Muiredach (799-802) [syn]
- Diarmait III (802-803) [stryj]
- Conchobar I (803-833; arcykról Irlandii od 819) [brat]
- Niall II (?-826) [syn Diarmaida III]
- Mael Ruanaid (833-843) [syn Donnchada I]
- Flann I (843-845) [syn]
- Mael Sechnaill (Malachiasz) I (845-862; arcykról Irlandii od 846) [brat]
- Lorcan mac Cathail (862-864) [syn Cathala zm. 842, syna Conchobara I]
- Conchobar II leth-ri Midi (?-864)  [syn Donnchada II?]
- Donnchad II mac Eochocain (Aeducain) (864-877) [ojciec?; wnuk Conchobara I]
- Flann II Sinna (Lis) (877-916; arcykról Irlandii od 846) [syn  Mael Sechnailla I]
- Conchobar III (916-919) [syn]
- Donnchad III Donn (Brązowy) (919-944; arcykról Irlandii) [brat]
- Domnall II (919-921) [brat]
- Angus II mac (944-945/6) [syn Donnchada III]
- Donnchad IV (945/6-950) [syn Domnalla II]
- Fergal Got (ok.950; usunięty) [syn Angusa II]
- Aed mac Mael Ruanaid (ok.950-951) [bratanek Conchobara III]
- Domnall III (951-952) [syn Donnchada III]
- Carlus mac Cuinn (952-960) [bratanek]
- Donnchad V Finn mac Aeda (960-974) [bratanek Donnchada III]
- Muirchertach III mac Mael Sechnaill (960-ok. 976) [prawnuk Conchobara III?]

Linia Ua Mael Sechlainn
- Mael Sechnaill II Mor (Wielki) (975/6-1022; arcykról Irlandii 980-1002 i od 1014) [syn Domnalla III]
- Mael Sechnaill III Got mac Mael Sechnaill meic Cinaed (1022-1025) [prawnuk Domnalla II]
- Roen (1025-1027) [syn Muirchertacha III]
- Domnall IV Got (1027-1030)
- Conchobar IV mac Domnall (1030-1073) [wnuk Mael Sechnailla II]
- Muirchertach (Murchad) IV mac Flainn Ua Mael Sechlainn (1073-1073) [bratanek]
- Mael Sechnaill IV Ban (Biały) (1073-1087) [syn Conchobara IV]
- Domnall V mac Flainn (1087-1094) [brat Muirchertacha IV]
- Donnchad VI (1094-1105; usunięty, zmarł 1106) [syn Muirchertacha IV]
- Conchobar V (1094-1105) [syn Mael Sechnailla IV]
- Muirchertach V (1105-1106; usunięty, zmarł 1143) [syn Domnalla V]
- Muirchertach (Murchad) VI (1106-1153) [brat]
- Mael Sechnaill V (1115) [brat]
- Domnall VI (1127; usunięty, zmarł 1137) [syn Muirchertacha VI]
- Diarmait IV (1127-1130) [stryj]
- Conchobar VI Ua Conchobair (1143-1144)
- Donnchad VII (fl. 1144) [syn Murchada VI]
- Mael Sechnaill VI (1152-1155) [syn Murchada VI]
- Donnchad VIII (1155; usunięty) [syn Domnalla VI]
- Diarmait V (1155-1156; usunięty) [brat]
- Donnchad VIII (drugie panowanie 1156-1157; usunięty)
- Diarmait V (drugie panowanie 1157-1158; usunięty)
- Donnchad VIII (trzecie panowanie 1158-1160)
- Diarmait V (trzecie panowanie 1160-1169)
- Domnall VII Bregach (1169-1173) [syn Mael Sechnailla V]
- Art (1173-1184) [brat]
- Magnus (król Iarthar Mide ?-1175)

## Anglonormandzcy lordowie Meath
Dynastia de Lacych
- Hugo Starszy de Lacy (lord Meath 1172-1186)
- Walter de Lacy (1186-1241) [syn]
- Podział na dwie części 1241-1330

Dynastia Mortimerów
- Roger Mortimer I (1330-1359; samodzielnie od 1354; drugi hrabia March)
- Edmund I (1359-1381; 3-ci hrabia March; hrabia Ulsteru od 1368) [syn]
- Meath zjednoczony z Ulsterem 1368-1461
- Roger II (1381-1398; 4. hrabia March) [syn]
- Edmund II (1398-1425; 5. hrabia March) [syn]

Dynastia Plantagenet-York
- Ryszard II Plantagenet (1425-1460; 3-ci książę Yorku) [siostrzeniec; syn Edwarda III, króla Anglii]
- Edward (1460-1483; król Anglii) [syn]
- Zjednoczenie Meath z Anglią 1461

## Władcy Ard Ciannachta
- Fiachna mac Baedan (władca Ard Ciannachta w rejonie Bregi ok. 590)
- Gerthide mac Ronain (król 593)
- Ulltan mac Ernaine (?-660)
- Mael Fuataigh mac Ernaine (?-660)
- Ceannfaelad mac Geirtidi (?-660)
- Dub da Inber (?-686)
- Angus I (mac Ailell (?-732)
- Muiredach I mac Angus (?-774)
- Cellach mac Cormac (?-781)
- Dungal (?-812)
- Cumascach I mac Tuathal (?-820/2)
- Cinaed (król ok. 828) [syn]
- Muiredach II (?-853/5)
- Angus II (?-879) [syn Cinaeda]
- Cumascach II (?-891) [syn Muiredacha II]

## Władcy Bregi
Dynastia południowych O’Neillów
- Irgalach ua Conaing (władca Bregi w północno-wschodnim Meath pod zwierzchnością Meath przed 700-702)
- Fergus mac Fogartach (w południowej części Bregi ?-746)
- Dungal (?-759)
- Cairbre mac Fogartach (?-766)
- Congalach I mac Conaing (?-773)
- Niall mac Conan Grant (?-773)
- Cumascach mac Fogartach (?-792)
- Focharta mac Cearnach (południowa Brega ?-810)
- Conall (?-810) [syn Nialla]
- Diarmait (?-824) [brat]
- Cinaed mac Conaing (w Cineachta Brega 833-851)
- Coaning mac Flann (ok. 847)
- Flann I (?-866) [syn]
- Mael Sechlainn (południowa Brega 866-868)
- Tolarg mac Cellach (południowa Brega 866-885)
- Conngalach II mac Flannagan (866-889)
- Cellach I mac Flannagan (889-890) [brat]
- Bran mac Domnall (?-954)
- Congallach III Cnogba mac Mael Mithig (północna Brega 944-956; arcykról Irlandii)
- Domnall I (956-974/6) [syn]
- Ciar Chaille mac Cairellan (?-988)
- Gilla Mo-Chonna mac Fogartach (?-1013)
- Dunchad I ua Duinn (ok. 1023)
- Gearr Gaola (?-1025)
- Dunchad II mac Duinn (1027)
- Flandacan h-ua-Cellaig (król 1028)
- Mathgamain Ua Riagain (1029)
- Giolla Sechnaill mac Giolla Mo Chonna (w Deisceirt Brega 1033)
- Giolla Fulartaigh (w Deisceirt Brega 1034)
- Gairbith h-Ua Cathasaigh (1048-1061)
- Mael Cron I mac Cathail (w Deisceirt Brega ?-1053)
- Flaithbertach Ua Cellaigh (?-1060)
- Mael Morda ua Cathasiag (1073)
- Trenfer h-ua Cellaig (król ok. 1093)
- Cu Gaileng mac Giolla Sechnaill (w Deisceirt ?-1121)
- Flann II Ua Cellaigh (w Fear ok. 1129)
- Fhulartaigh mac Mic Giolla (w Deisceirt ok. 1130)
- Mac Mic Maolain (w Gaileang ?-1144)
- Cellach II h-ua Cellaig (król ?-1146)
- Domnall II mac Giolla Sechnaill (w Deisceirt ?-1160)
- Muirchertach Ua Cellaigh (1161)
- Mael Cron II mac Giolla Sechnaill (w Deisceirt ?-1171)
- Donnchad Ua Cellaigh (1170)

## Królowie Loegaire
Dynastia Ua Caindelbain
- Ailill mac Colman (władca Cinel Laegaire na zachodzie Bregi  639/42)
- Angus I mac Feradach (?-766)
- Mael Duin (ok. 779) [syn]
- Curoi (?-792) [brat]
- Congalach (792-833) [brat]
- Cinaed mac Conra (?-842)
- Domnall I mac Aed (?-880; abdykował, zmarł 882)
- Cumascach (880) [syn]
- Mael Croin (?-896) [brat]
- Caindelban (925)
- Cionaed (930) [ssyn]
- Bran mac Domnall (?-952)

Królowie Logeaire
- Domnall II h-Ua Caindelbain (król ri Cinel Laegaire ok. 1017/8)
- Angus II h-Ua Caindelbain (ok. 1030)
- Domnall III h-Ua Caindelbain (113?-1136)
- Cui Ulad (?-1157)

Loegaire wcielone do Meath 1157

## Władcy Mugdornu
- Cummeni (władca Mugdornu ?-694)
- Rechtabrat mac Dunchon (?-754)
- Rechtabrad mac Dunchod (król 759)
- Dunnchad mac Aileni (?-773)
- Aengas mac Aileni (773-774) [brat]
- Artri mac Ailill (?-797/802)
- Cernach mac Flaithnia (?-812/6)
- Mael Breasail mac Cernaigh (?-847/9)
- Angus mac Suibne (847-848/50)
- Cernach I mac Eathach (?-867)
- Cernach II mac Eochaid (?-869)
- Ainbith mac Mugron (866-880)
- Alene (król 955-?)
- Lachtnan (978)
- Oissine ua Machainen (?-997)
- Donn Cuan ua Machainen (1009)
- Amhlaoib ua Machainen (?-1053)
- GiollA Chiarain ua Machainen (ok. 1062)
- Mael Ruanaid ua Machainen (ok. 1110)

## Władcy Fir Tethba (Teffii)
- Crimthann mac Brian (?-547)
- Aed I mac Breanainn (ok. 566)
- Breanainn I mac Brian (?- 573)
- Breanainn II (?-585)
- Aed II mac Brendain (ok. 589)
- Aed III Buidi (ok. 604)
- Connla (?-736)
- Conaing I Ua Duibbduin (?-747/52)
- Aelgal mac Flann (ok. 760-770)
- Becc I (ok. 766) [syn Connli]
- Diarmait I (?-786)
- Conaing II mac Congal (?-821)
- Art (821-824) [syn Diarmaida I]
- Uada (825-826) [brat]
- Diarmait II (826-833) [syn Conainga II]
- Cinaed mac Coscrach (833-839)
- Mael Ciarain mac Conang (?-877)
- Lachtan mac Mael Ciarain (?-889)
- Aedagan mac Conchobar (?-893)
- Fogartach mac Lachtnain (ok. 925/7)
- Becc II mac Donn Cuan (?-951)
- Aed IV mac Aichid (951-956)
- Agda I mac Duibcind (przed 972-979/80)
- Donn I mac Donngail (?-991) [bratanek]
- Donn II ua Duinn Chuan (991-992)
- Gillapatryk I (991-994) [brat Agdy I]
- Gillapatryk II Ua Flannacain (994-995)
- Giolla Ernain (995-997/8) [syn Agdy I]
- Diarmait III ua Lachtnain (998-1000)
- Aed V mac ui Coin Fhiacla (1000-1003)
- Giolla Colaim ua h-Agda (ok. 1014)
- Becc III ua h-Agda (?-1028)
- Agda II (ok. 1031) [syn Giolla Colaima]
- Gillapatryk III Ua Flannacain (ok. 1034)
- Scolocc Ua Flannacain (ok. 1036)
- h-Ua Aimirgen (król 103?-1038)
- Aed VI Ua Confiacha (ok. 1043)
- Tadg I Ua Muireccan (ok. 1067)
- Cond mac Maic Cuind (król ok. 1070)
- Aegredan Ua Muiregain (1071)
- Cinaeth h-Ua Catharnaigh (król ok. 1086)
- Mael Ruanaid Ua h-Airt (1087)
- Domnall I h-ua Muredaigh (?-1095)
- Catharnach mac An t-Sionnaigh Uidhir (ok. 1098)
- Muirchertach I (król ok. 1099)
- Cathal Ua Muireccan (ok. 1101)
- Domnall II h-Ua Con Fhiacla (król ?-1144)
- Flann Ua Flannacain (?-1153)
- Tadg II Ua Catharnaigh (1153-1156)
- Becc IV meic Conla (król ok. 1282)
- Niall Sinnech (ok. 1316)
- Muirchertach II Sinnech (ok. 1370)

## Władcy Feara Ceall (Fircallu)
- Loegaire mac Mael Fuataigh (?-892)
- Mugron ua Mael Mhuaidh (?-960)
- Mael Mhuaidh h-ua Mail Muadh (król ?-1020)
- Fergal ua Mael Mhuaidh (?-1048)
- Mac Gilla Brigdi h-Ui Mail Muadh (ok. 1071)
- Gilla Coluim O Maail Muadh (ok. 1110)
- Donnchad O Mail Muadh (?-1139)
- Domnall mac Ruaidri h-Ui Mail Muadh (1139-1141)
- Mac Fergail h-Ui Mail Muadh (1141-1142)
- Aed mac Donnchada h-Ui Mael Sechlainn (ok. 1156)
- Gilla Coluim O’Molloy (lord Fircallu ?-1175)